# Wassermühle Bademühlen

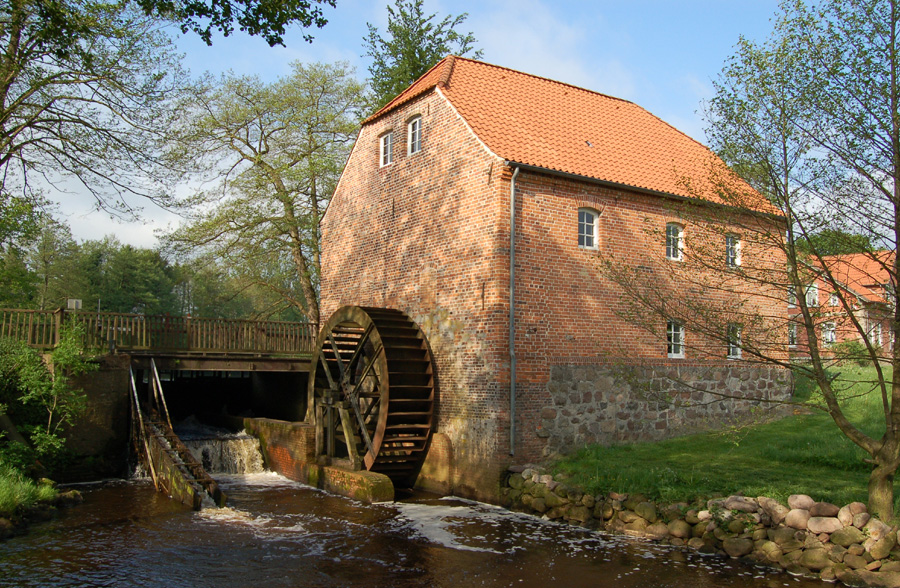
Wassermühle Bademühlen

Die ursprünglich im Jahr 1542 errichtete Wassermühle Bademühlen steht in Bademühlen, einem Dorf, das zur Stadt Zeven im niedersächsischen Landkreis Rotenburg (Wümme) gehört. Das heutige Mühlengebäude wurde als Backsteinbau im Jahr 1836 errichtet und befindet sich in Privatbesitz. Die Wassermühle ist Bestandteil der touristischen Mühlenroute im Landkreis Rotenburg (Wümme) und der Niedersächsischen Mühlenstraße.

## Lage

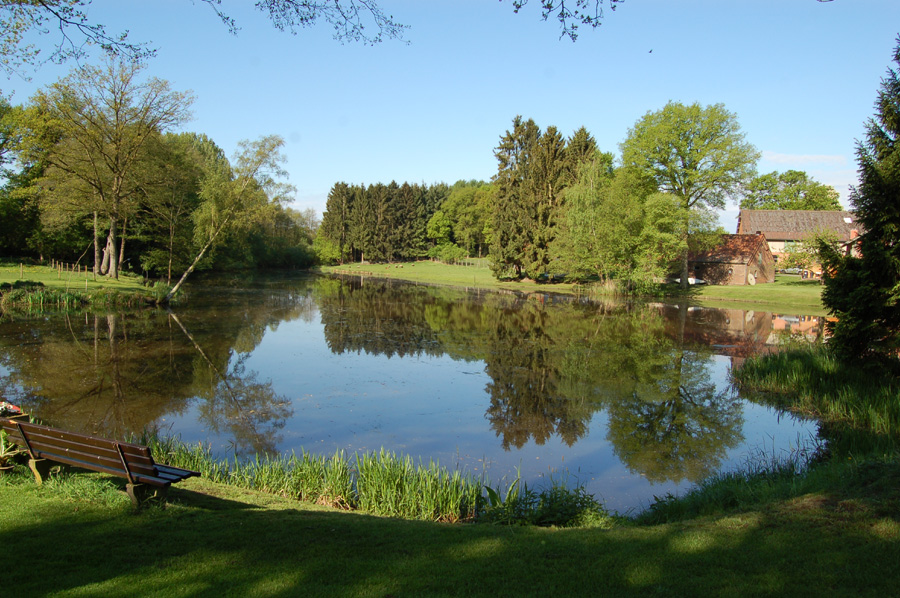
Wassermühle Bademühlen mit Blick auf den Mühlenteich

Das Mühlengebäude liegt an einem großen Mühlteich, dessen Zufluss die Bade ist.

## Geschichte

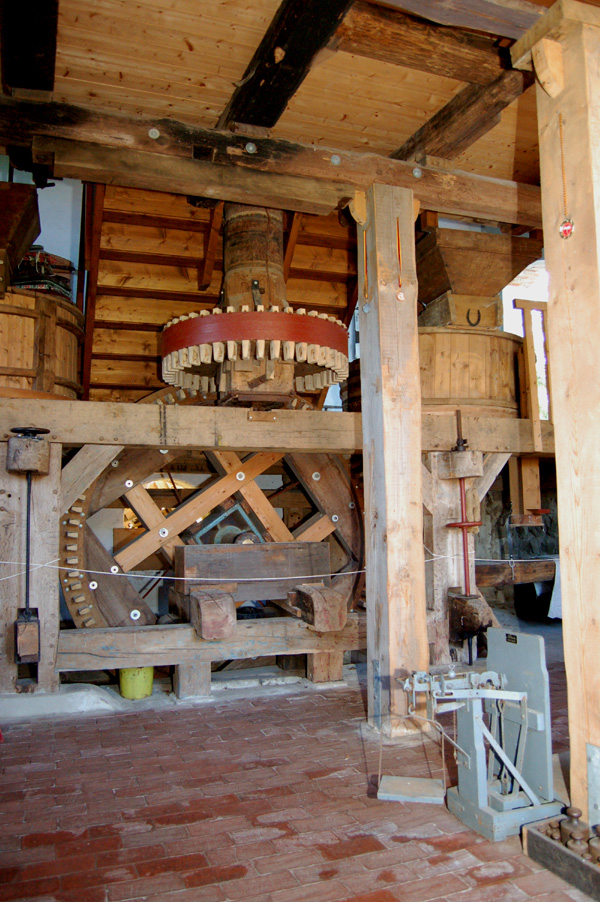
Technik im Inneren der Wassermühle

Die Wassermühle konnte früher aufgrund ausreichender Wasserversorgung ganzjährig betrieben werden. In vergangenen Jahrhunderten kam es zu Auseinandersetzungen zwischen einigen stromaufwärts der Bade ansässigen Bauern und dem Müller. Denn die Bauern stauten die Bade auf, um ihre Wiesen zeitweise überfluten zu lassen. Dadurch wurde der Betrieb der Mühle erheblich eingeschränkt. Nach einem Gerichtsverfahren wurde dem Müller das alleinige Staurecht im Bereich der Bade zugesprochen und die Bauern mussten ihre Stauwehre wieder entfernen. Eine Besonderheit bei der Wassermühle Bademühlen ist der Umstand, dass aufgrund der damals vorhandenen drei Mahlgänge selbst Buchweizen verarbeitet werden konnte. Heute sind noch zwei Mahlgänge vorhanden.
Im Jahr 1945 wurde kurz vor Ende des Zweiten Weltkrieges die ehemalige Holzbrücke über das Mühlenwehr durch deutsche Soldaten gesprengt, wobei auch das Wasserrad und das Wehr zerstört wurden. Eine Neuerrichtung erfolgte im Jahr 1953. 1995 wurde an der Mühle ein neues, unterschlächtiges Wasserrad aus Metall angebracht. Die Mühlentechnik wurde rekonstruiert und ist heute wieder voll funktionsfähig.
Im Jahr 2000 hat der Angelverein Bade an der Wassermühle Bademühlen eine 12 Meter lange Fischaufstiegsanlage eingebaut, die eine Verbindung zum Oberlauf der Bade herstellt.